# ポケモンコマスター
『ポケモンコマスター』（英題：Pokémon Duel）は、HEROZ株式会社が開発し、株式会社ポケモンから配信された基本プレイ無料のAndroid・iOS用デジタルボードゲームアプリ。日本で2016年4月にリリースされ、その後、他の地域でも2017年1月にリリースされた。2019年7月26日には株式会社ポケモンよりサービス終了が告知され、同年10月31日にサービスが終了した。 
タイトルの「コマスター」は、ゲーム内で用いる「コマ」（フィギュア）が輝く「スター」になるという意味と、プレイヤーとAIが共闘しながらゲームをマスターすることを示す「co」（「共同の」を意味する接頭辞）と「master」の意味を込めたダブルミーニングの造語。

## ゲームシステム
ゲームのルールは、2007年に日本国外で発売されたアナログゲーム「ポケモントレーディングフィギュアゲーム」をベースにしている。
2人のプレイヤーは上下一方のエリア側につき、6体のポケモンのフィギュアをコマとしてすごろくのようなマスで結ばれたフィールド上を移動させていく。フィギュアは、移動数を示すステータス「MP」と戦闘時に用いる能力「ワザ」を持つ。ゲーム開始時点では、全フィギュアはフィールド外にある「ベンチ」エリアに置かれている。
ゲームはターン制で進行する。ターン開始時に、ベンチにいるフィギュア1体をフィールド上の特定マス「エントリーポイント」に配置するか、既に配置されたフィギュア1体を「MP」のマス数だけ進めることができる。また、プレイヤーの所持アイテム「プレート」を使用すると、フィールド上のフィギュアに特殊効果を与えることができる。なお、プレイヤーの行動をAIに任せてゲームを自動で進行させることもできるが、AIはプレートを使用しない。
敵味方のフィギュア同士が隣接するとバトルが行われる（バトルを行わずその場に留まることも可能）。バトルが開始されるとワザ名などが記された各フィギュア固有のルーレットが回転し、針が指したワザを実行する。バトルの勝敗は数字の大小のほか項目の背景色によっても決まる。敗北したフィギュアは気絶してフィールド外のエリア「ポケモンセンター」に移され、一時的に使えなくなる。
フィールドの反対側にある相手ゴールに自身のフィギュアが到達すれば勝利となる。また、相手のエントリーポイントを自身のフィギュアで塞いだ状態でフィールドから相手フィギュアを全て追放することでも勝利扱いとなる。
新規のフィギュアは、一般的にガチャの方式で購入することにより得ることができる。フィギュアにはC（コモン）、UC（アンコモン）、R（レア）、EX、UXの5段階のレアリティがある。フィギュアは他のフィギュアやアイテムと融合し、その過程で別のゲーム内通貨を使用することでさらにアップグレードすることができる。
本作には1人用モードとオンラインマルチプレイモードがある。マルチプレイモードでは、勝敗によって上下するイロレーティングシステムが用いられ、全体的なレーティングおよび月間レーティングが表示される。

## ストーリー
プレイヤーは、多くのホテルが立ち並ぶ人工島・カルモンテ島で開催される「PFG（ポケモン・フィギュア・ゲーム）世界大会」に出場し、優勝賞品である建築物「ジュエルタワー」の獲得を目指す。ルカやシャロンなど他のPFG選手とプレイヤーが親交を深める中、島の一大勢力「ロジャーファミリー」のメンバーが、プレイヤーの持つAIに目をつける。

## 評価
批評まとめサイトのMetacriticによると、専門評論家から「混合または平均レビュー」を受けた。Nintendo LifeのJoe Merrickは、このゲームは「賢く、戦略的なボードゲーム」であり、「ポケモンシリーズ内で優位に立つには改善が必要である」と述べた。デストラクトイドは、ゲームのpay-to-win（多く課金したプレイヤーが有利）の傾向を批判した。 

2018年末までに、ゲームのダウンロード数は3780万に達し、総収益は2160万ドルになった。2019年3月現在、ゲームのダウンロード数は4000万を超えている。 